# 裂隐蟹
裂隐蟹（学名：Merocryptus lambriformis）为玉蟹科裂隐蟹属的动物。分布于日本、澳大利亚、新西兰，包括东海等海域，生活环境为海水，主要栖息于水深35-270米岩石或具贝壳的海底。其生存的海拔范围为-270至-35米。